# Conicochyta
Conicochyta là một chi bướm đêm thuộc họ Noctuidae.